# 하쓰토미역
하쓰토미역(일본어: 初富駅、はつとみえき)은 일본 지바현 가마가야시에 있는 철도역이다.

## 타는 곳
입체화 공사에 따라 가설 승강장으로 영업 중이다.
| 1 | ●SL 신케이세이 선 | 기타나라시노·신쓰다누마·게이세이쓰다누마 방면 ●KS 게이세이 지바선 지바추오 방면 |
| 2 | ●SL 신케이세이 선 | 신카마가야·마쓰도 방면                                                          |

## 역세권 정보
- 국도 제464호선
- 가마가야역 (도부 철도 노다선)

## 역사
- 1949년 10월 17일: 가마가야하쓰토미역(鎌ヶ谷初富駅)으로 영업을 개시함.
- 1955년 4월 1일: 역 명칭을 하쓰토미역에 변경함.
- 2013년 2월 3일: 마쓰도 방면 승강장을 가설 승강장으로 변경.
- 2014년 5월 18일: 게이세이 쓰다누마 방면 승강장을 가설 승강장으로 변경.
- 2017년 10월 21일: 하행 승강장이 입체화.
- 2019년 12월 1일: 상행 승강장이 입체화.

## 사진

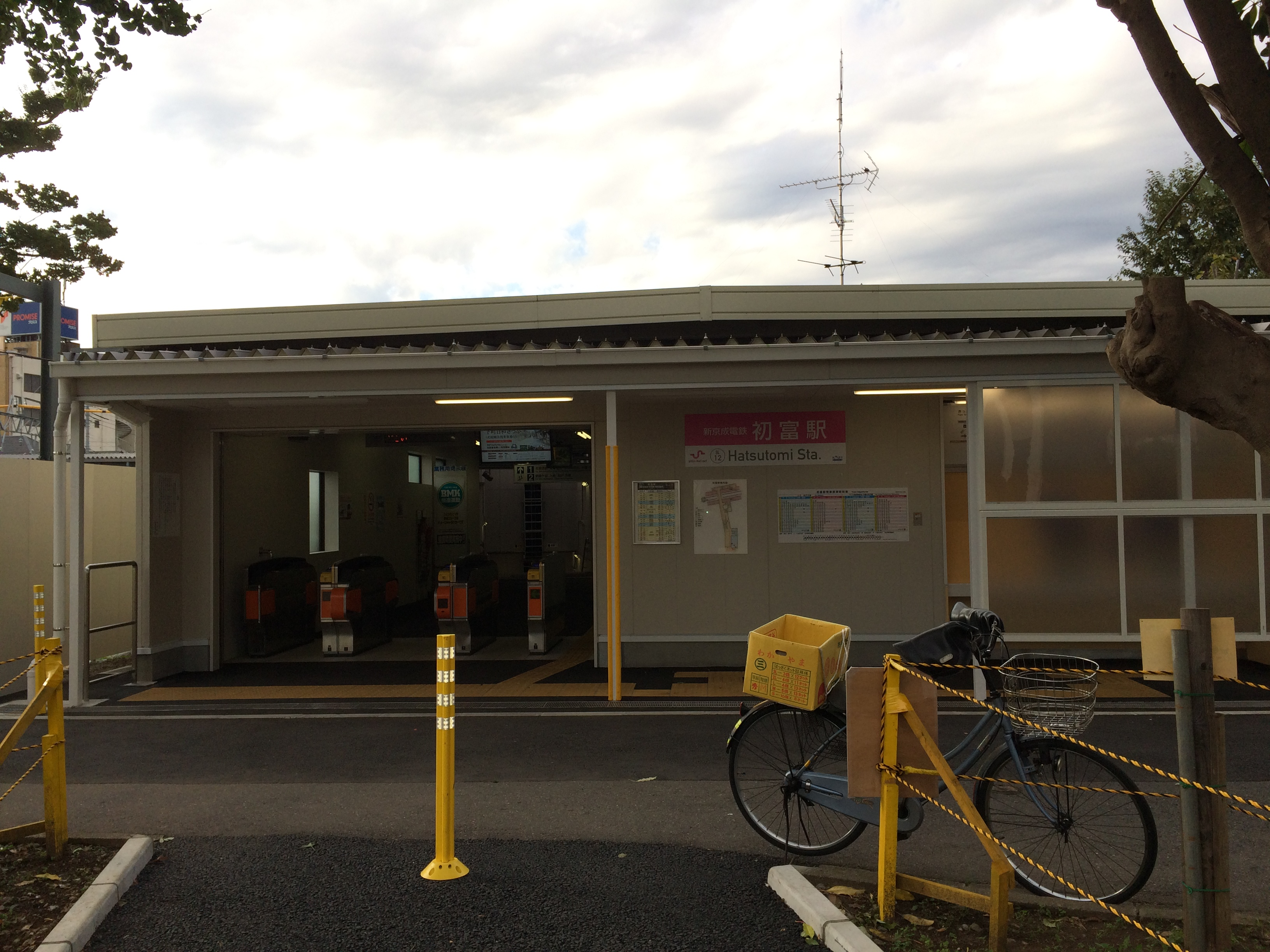
입체화 공사중 시절의 출입구 모습(2014년 11월 3일)
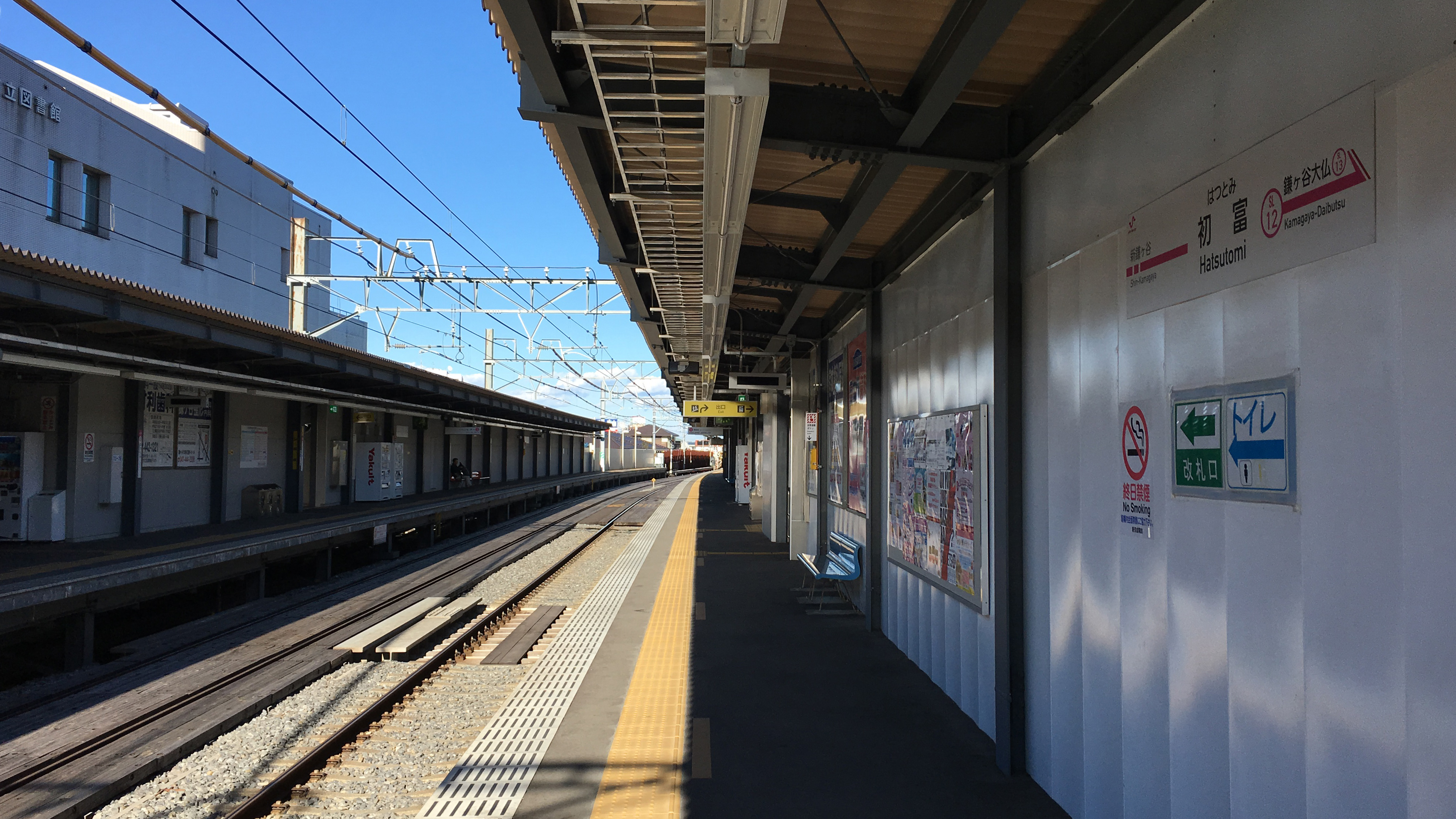
입체화 공사중 시절의 승강장 모습(2015년 12월 29일)
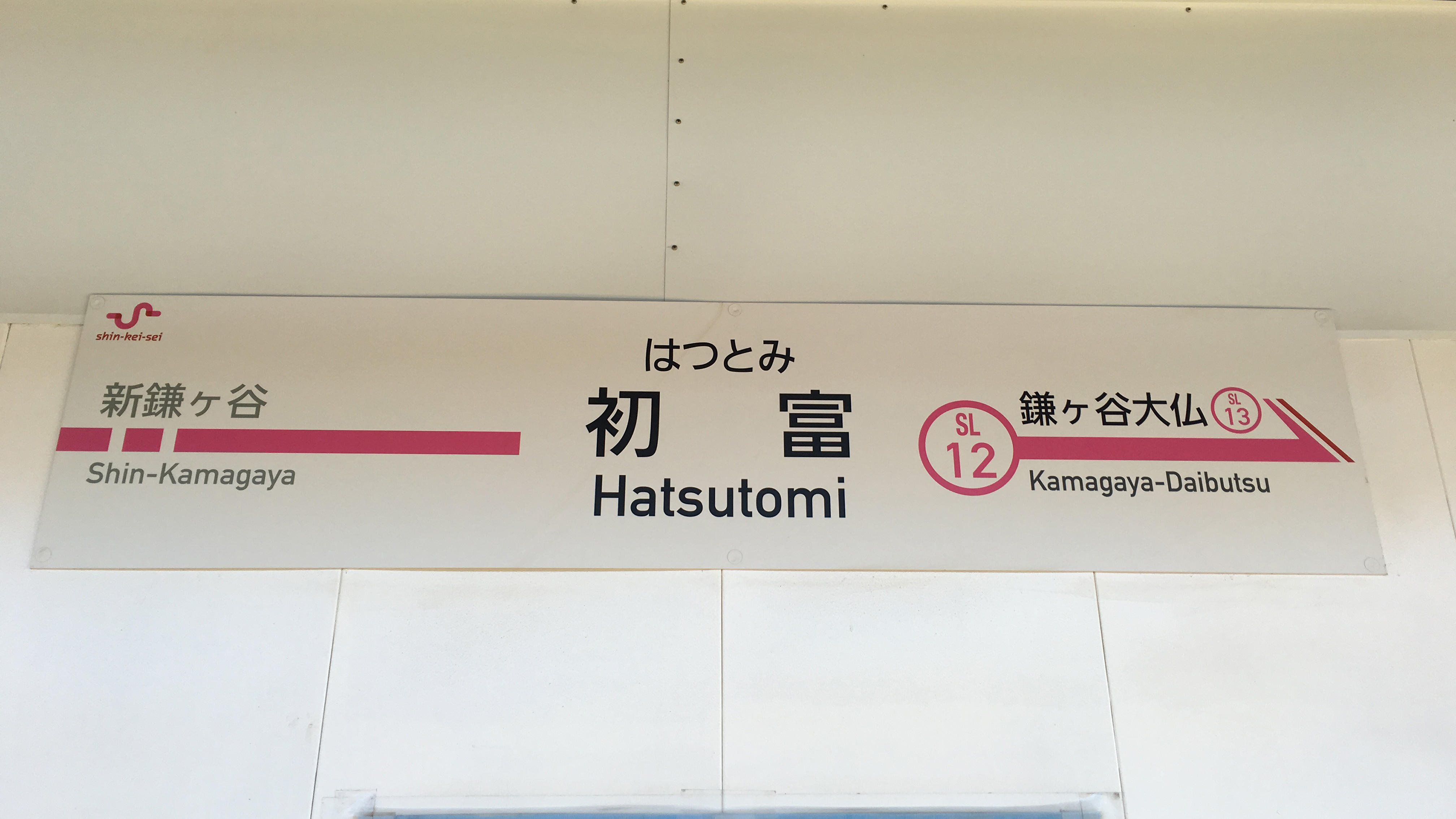
역명판(2015년 12월 29일)
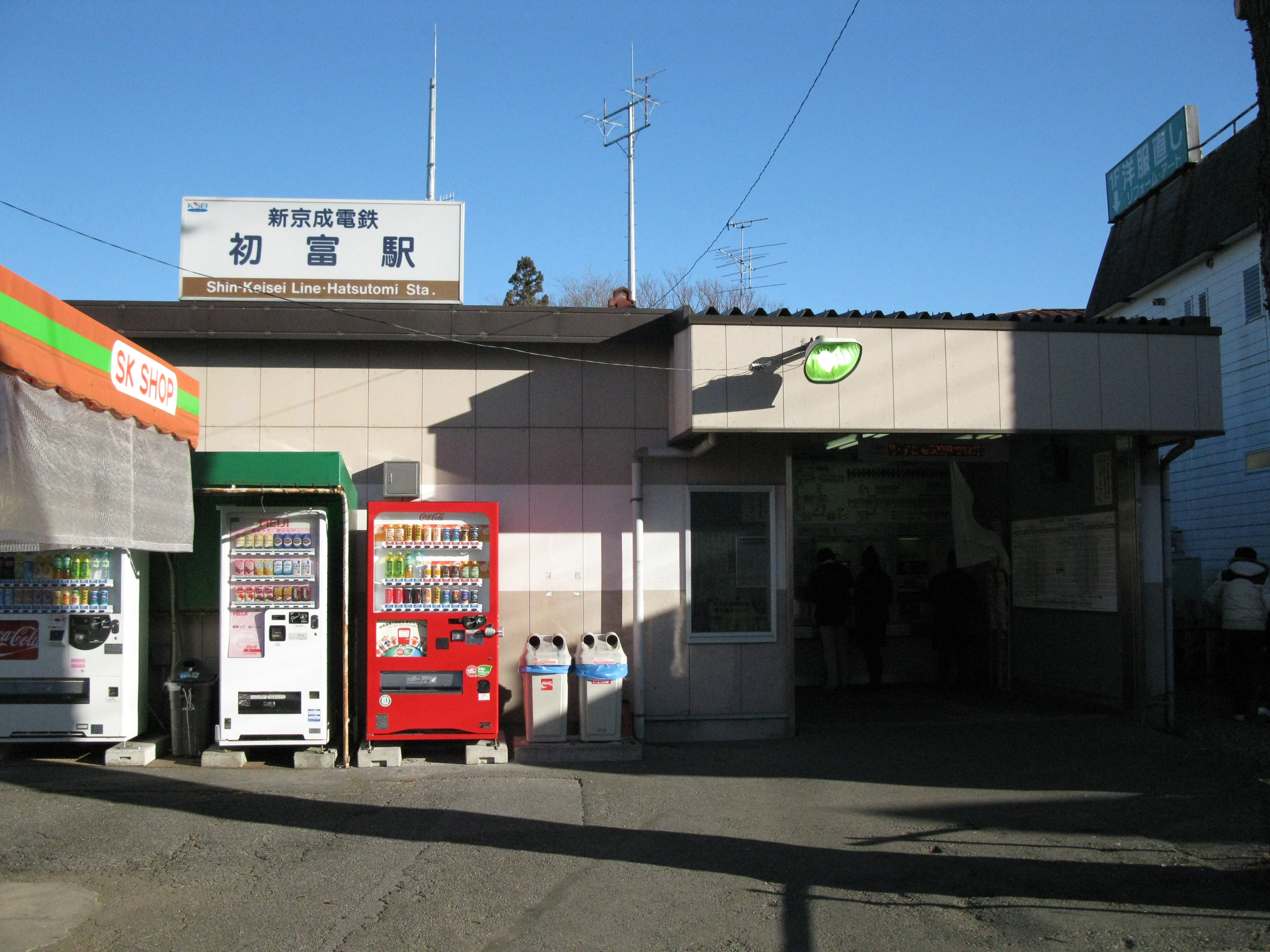
입체화 공사가 시작하기 전의 역사 모습(2010년 1월 1일)
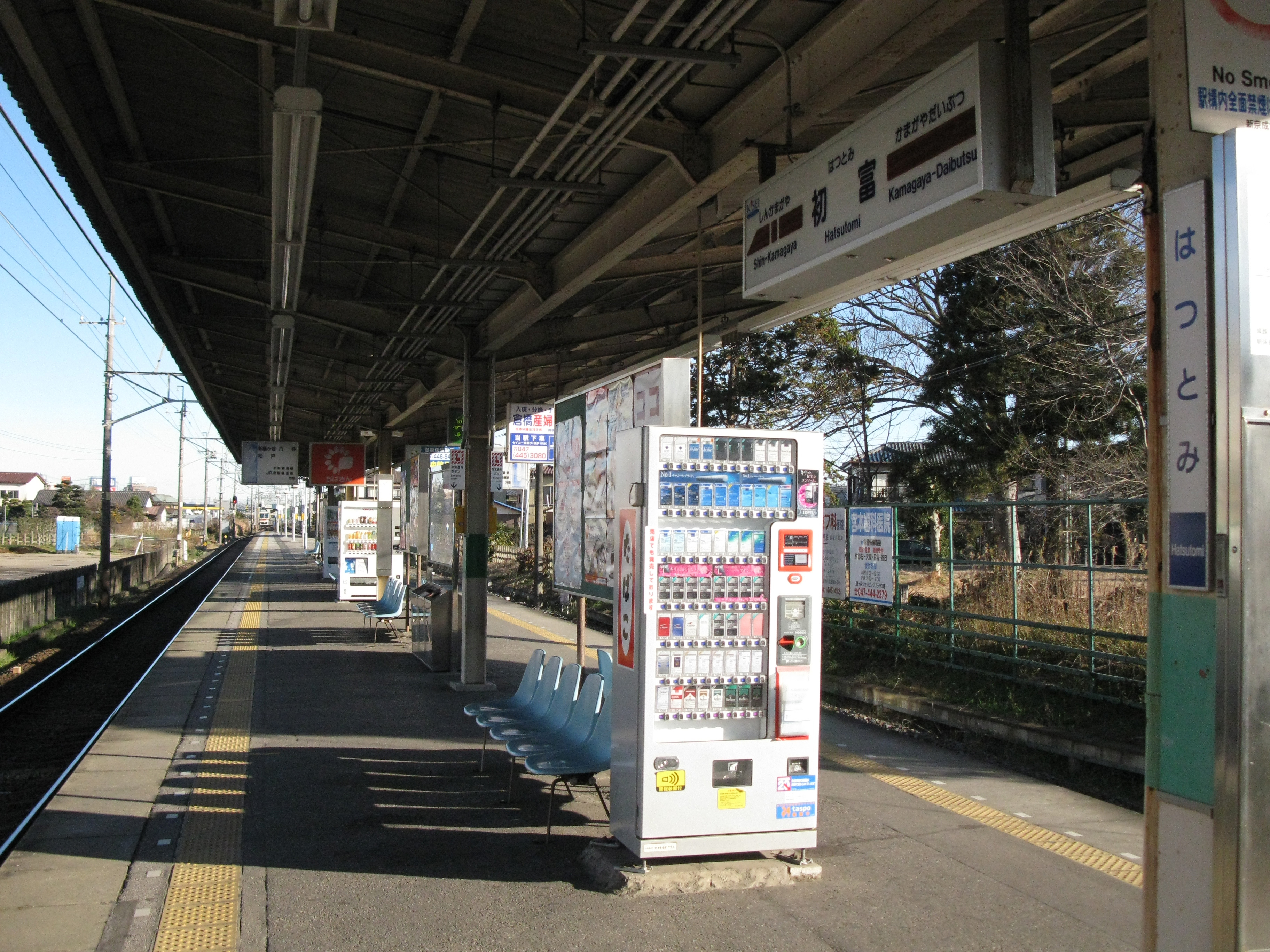
입체화 공사가 시작하기 전의 승강장 모습(2010년 1월 1일)

## 인접역
| 신케이세이 전철 ●SL 신케이세이 선 | 신케이세이 전철 ●SL 신케이세이 선 | 신케이세이 전철 ●SL 신케이세이 선           |
| --------------------------------- | --------------------------------- | ------------------------------------------- |
| SL11 신카마가야 마쓰도 방면       |                                   | SL13 가마가야다이부쓰 게이세이쓰다누마 방면 |